# 18 avril en sport
18 mars 18 mai
Chronologies thématiques
- Croisades
- Ferroviaires
- Disney

## Événements

### XIXesiècle
- 1853 :
  - (Boxe) : le champion d'Angleterre Harry Broome bat Henry Orme dans le 31e tour à Brandon et conserve son titre[1].
- 1879 :
  - (Football) : à Glasgow (Hampden Park), finale de la 6e édition de la Coupe d'Écosse. Vale of Leven et Rangers FC, 1-1. 9 000 spectateurs. Les Rangers refusent de rejouer le match à la suite d'un incident de jeu : l'arbitre n'a pas validé un but décisif des Rangers…

### XXesièclede1901à1950
- 1903 :
  - (Football) : Bury FC remporte la FA Cup face à Derby County, 6-0.
- 1923 :
  - (Baseball) : inauguration à New York du Yankee Stadium par le gouverneur de New York Alfred Smith.
- 1949 :
  - (Sport automobile) : victoire de Juan Manuel Fangio au Grand Prix de Pau.

### XXesièclede1951à2000
- 1971 :
  - (Sport automobile/Formule 1) : victoire de l'écossais Jackie Stewart au Grand Prix automobile d'Espagne sur une Tyrrell-Ford.

### XXIesiècle
- 2005 :
  - (Cyclisme) : l'américain Lance Armstrong annonce qu'il prendra sa retraite après le Tour de France 2005.
- 2010 :
  - (Formule 1) : victoire du britannique Jenson Button au Grand Prix de Chine sur une McLaren-Mercedes.
- 2014 :
  - (Football /Ligue 2) : le club de Luzenac devait accéder à la Ligue 2 grâce à une victoire sur Boulogne-sur-Mer (1-0) lors de la 29e journée du National. Il n'est pas autorisé par la LFP à évoluer en Ligue 2 en l'absence de la jouissance effective d'un stade aux normes. La décision suscite la polémique et entraîne de nombreux recours juridiques infructueux. L'équipe première est dissoute en septembre 2014 et Fabien Barthez, co-dirigeant du club depuis 2012, quitte le projet, c'est la fin d'un rêve pour les coéquipiers d'Idriss Ech-Chergui et du village de 650 habitants.
- 2017 :
  - (Football /Ligue des champions) : le Portugais Cristiano Ronaldo est devenu le premier joueur de l'histoire à atteindre la barre mythique des 100 buts en Ligue des champions grâce à un triplé en quarts de finale retour contre le Bayern Munich. Ce triplé fait suite à un doublé déjà inscrit la semaine passée en quart aller à Munich, qui avait permis à «CR7» d'atteindre les 100 buts toutes compétitions européennes confondues[2].
- 2021 :
  - (Football /Superligue européenne) : un projet voit concrètement le jour avec l'annonce  par 12 clubs européens d'une compétition privée concurrente de la Ligue des champions de l'UEFA dénommé Superligue européenne de football. C'est un concept de compétition sportive fermée ou semi-fermée entre certains des clubs de football les plus puissants du continent européen[3]. Elle fait l'objet de discussions depuis les années 1990. La FIFA et les six confédérations continentales, dont l'UEFA, rejettent systématiquement la formation d'une ligue dissidente[4].

## Naissances

### XIXesiècle
- 1870 :
  - Bert Gould, joueur de rugby à XV gallois. (3 sélections en équipe nationale). († 19 décembre 1913).
- 1880 :
  - Sam Crawford, joueur de baseball américain. († 10 juin 1968).
- 1888 :
  - Arnold Lunn, skieur alpin puis alpiniste britannique. († 2 juin 1974).
- 1898 :
  - Per-Erik Hedlund, skieur de fond suédois. Champion olympique du 50 km aux Jeux de Saint-Moritz 1928. Champion du monde de ski nordique du relais 4 × 10 km 1933. († 12 février 1975).

### XXesièclede1901à1950
- 1902 :
  - Charles Juchault des Jamonières, tireur français. Médaillé de bronze du pistolet à 50m aux Jeux de Berlin 1936. († 16 août 1970).
- 1913 :
  - Robert Oubron, cycliste sur route et cyclocrossman français. († 7 février 1989).
- 1916 :
  - Doug Peden, basketteur canadien. Médaillé d'argent aux Jeux de Berlin 1936. (5 sélections en équipe nationale). († 11 avril 2005).
- 1923 :
  - Shozo Awazu est un judoka japonais, 9e dan (kyū-dan, ceinture rouge), Il est l'un des fondateurs du judo en France. († 17 mars 2016).
- 1935 :
  - Christian Lassère, joueur de rugby à XV puis pilote de rallye-raid français.
- 1937 :
  - Tatyana Shchelkanova, athlète de sauts soviétique puis russe. Médaillée de bronze de la longueur aux Jeux de Tokyo 1964. Championne d'Europe d'athlétisme de la longueur 1962. Détentrice du record du monde du saut en longueur du 16 juillet 1961 au 14 octobre 1964. († 24 novembre 2011).
- 1938 :
  - Veniamin Aleksandrov, hockeyeur sur glace soviétique. Médaillé de bronze aux Jeux de Squaw Valley 1960 puis champion olympique aux Jeux d'Innsbruck 1964 et aux Jeux de Grenoble 1968. Champion du monde de hockey sur glace 1963, 1965, 1966 et 1967. († 12 novembre 1991).
- 1940 :
  - Jaak Lipso, basketteur puis entraîneur soviétique puis estonien. Médaillé d'argent aux Jeux de Tokyo 1964 puis médaillé de bronze aux Jeux de Mexico 1968. Champion du monde de basket-ball masculin 1967. Champion d'Europe de basket-ball 1963, 1965 et 1967. (45 sélections en équipe nationale).
  - Cliff Pennington, 80 ans, joueur de hockey sur glace canadien. Médaillé d'argent lors du tournoi olympique des Jeux d'hiver de 1960. († 26 mai 2020).
  - Gordon Spice, pilote de courses automobile d'endurance britannique. († 10 septembre 2021).
- 1942 :
  - Jochen Rindt, pilote de F1 et de courses automobile d'endurance autrichien. Vainqueur des 24 Heures du Mans 1965. Champion du monde de Formule 1 à titre posthume 1970. (6 victoires en Grand Prix). († 5 septembre 1970).
- 1946 :
  - Oldřich Macháč, hockeyeur sur glace tchécoslovaque puis tchèque. Médaillé de bronze aux Jeux de Sapporo 1972. Champion du monde de hockey sur glace 1972, 1976 et 1977. († 10 août 2011).

### XXesièclede1951à2000
- 1952 :
  - Enzo Calderari, pilote de courses automobile d'endurance et de tourisme suisse.
- 1953 :
  - Dominique D'Onofrio, footballeur puis entraîneur et dirigeant sportif italo-belge. († 12 février 2016).
- 1956 :
  - Tim Greaves, pilote de courses automobile d'endurance britannique.
- 1957 :
  - Marc Duez, pilote de courses automobile d'endurance et de rallyes belge.
  - John Hartshorne, pilote de courses automobile d'endurance britannique.
- 1958 :
  - Malcolm Marshall, joueur de cricket barbadien. (81 sélections en test cricket).
- 1960 :
  - Olena Zhupiyeva, athlète de fond soviétique puis ukrainien. Médaillée de bronze du 10 000 m aux Jeux de Séoul 1988.
- 1966 :
  - Valeri Kamensky, hockeyeur sur glace soviétique puis russe. Champion olympique aux Jeux de Calgary 1988 puis médaillé d'argent aux Jeux de Nagano 1998. Champion du monde de hockey sur glace 1986, 1989 et 1990.
- 1970 :
  - Catherine Devillers, joueuse de rugby à XV française. Victorieuse des Grands Chelems 2002, 2004 et 2005.
  - François Leroux, hockeyeur sur glace canadien.
- 1971 :
  - Oleg Petrov, hockeyeur sur glace russo-canadien.
- 1972 :
  - Lars Christiansen, handballeur danois. Champion d'Europe de handball 2008 et 2012. Vainqueur de la Coupe d'Europe des vainqueurs de coupe 2001. (338 sélections en équipe nationale).
- 1973 :
  - Derrick Brooks, joueur de foot U.S. américain.
  - Haile Gebrselassie, athlète de fond éthiopien. Champion olympique du 10 000 m aux Jeux d'Atlanta 1996 et aux Jeux de Sydney 2000. Champion du monde d'athlétisme du 10 000 m 1993, 1995, 1997 et 1999. Détenteur des records du monde : du 5 000 m du 4 juin 1994 au 6 juin 1995 puis du 16 août 1995 au 22 août 1997 et du 13 juin 1998 au 31 mai 2004, du 10 000 m du 5 juin 1995 au 23 août 1996 puis du 4 août 1997 au 22 août 1997 et du 1er juin 1998 au 8 juin 2004, du marathon du 30 septembre 2007 au 25 septembre 2011.
  - Natalya Gorelova, athlète de demi-fond russe.
- 1974 :
  - John Kelly, joueur de rugby à XV irlandais. (17 sélections en équipe nationale).
  - Alex Thomson, navigateur britannique.
- 1975 :
  - Frédéric Née, footballeur puis entraîneur français.
  - Oliver Kraas, fondeur sud-africain.
  - Selena Worsley, joueuse de rugby à XV australienne. (17 sélections en équipe nationale).
- 1976 :
  - Yusuke Kaneko, sauteur à ski japonais.
- 1978 :
  - Luciano Pagliarini, cycliste sur route brésilien.
- 1979 :
  - Michael Bradley, basketteur américain.
  - Anthony Davidson, pilote de F1 et de courses automobile d'endurance britannique.
  - Iain Balshaw, joueur de rugby à XV anglais. Champion du Monde de rugby à XV 2003. Vainqueur des tournois des Six Nations 2000 et 2001 puis du Grand chelem 2013, de la Coupe d'Europe de rugby 1998 et du Challenge européen 2012. (35 sélections en équipe nationale).
- 1981 :
  - Maxim Iglinskiy, cycliste sur route kazakh. Vainqueur de Liège-Bastogne-Liège 2012.
  - Milan Jovanović, footballeur serbe. (43 sélections en équipe nationale).
  - Derrick Obasohan, basketteur américano-nigérian. (22 sélections avec l'équipe du Nigeria).
- 1982 :
  - Scott Hartnell, hockeyeur sur glace canadien.
- 1983 :
  - Miguel Cabrera, joueur de baseball vénézuélien.
  - Sofian Chahed, footballeur puis entraîneur germano-tunisien. (5 sélections avec l'équipe de Tunisie).
  - François Clerc, footballeur français. (13 sélections en équipe de France).
- 1984 :
  - Chuck Davis, basketteur américain puis azerbaïdjanais.
  - Aman Wote, athlète de demi-fond éthiopien
- 1985 :
  - Thepchaiya Un-Nooh, joueur de snooker thaïlandais.
- 1986 :
  - Jakov Gojun, handballeur croate. Médaillé de bronze aux Jeux de Londres 2012. (125 sélections en équipe nationale).
  - Taylor Griffin, basketteur américain.
  - Sébastien Rogues, navigateur français.
- 1987 :
  - Mikko Koivisto, basketteur finlandais. (106 sélections en équipe nationale).
  - Émilie Laboyrie-Couderc, rink hockeyeuse française. Championne du monde de rink hockey féminin 2012.
  - Anthony Roux, cycliste sur route français.
  - Kévin Sireau, cycliste sur piste français. Médaillé d'argent de la vitesse par équipe aux Jeux de Pékin 2008 et aux Jeux de Londres 2012. Champion du monde de cyclisme sur piste de la vitesse par équipe 2008, 2009 et 2015.
- 1988 :
  - Ons Ben Messaoud, judokate tunisienne.
  - Karol-Ann Canuel, cycliste sur route canadienne. Championne du monde de cyclisme sur route du contre-la-montre par équipes 2014, 2015 et 2016.
  - Julie Debever, footballeuse française. (2 sélections en équipe de France).
  - Wolfgang Kindl, lugeur autrichien.
- 1989 :
  - Bojan Bogdanović, basketteur croate. (62 sélections en équipe nationale).
  - Aleksandr Gutor, footballeur biélorusse. (19 sélections en équipe nationale).
  - Heather Meyers, volleyeuse américaine.
- 1990 :
  - Henderson Álvarez, joueur de baseball vénézuélien.
  - Achille Nebout, navigateur et skipper français.
  - Wojciech Szczęsny, footballeur polonais. (40 sélections en équipe nationale).
  - Anna van der Breggen, cycliste sur route néerlandaise. Championne olympique de la course en ligne aux Jeux de Rio 2016. Championne du monde de cyclisme de la course en ligne 2018 et  de la course en ligne et du contre la montre 2020. Victorieuse du Tour de Norvège féminin 2014, des Tours d'Italie féminins 2015, 2017 et 2020, des Flèche wallonne féminine 2015, 2016, 2017, 2018, 2019 et 2020, de Liège-Bastogne-Liège féminin 2017 et 2018, de l'Amstel Gold Race féminine 2017 puis du Tour des Flandres féminin 2018.
- 1991 :
  - Marvin O'Connor, joueur de rugby à XV français. (12 sélections en équipe de France).
  - Kekelly Elenga, basketteuse française.
- 1992 :
  - Kassim Ahamada, footballeur franco-comorien. (9 sélections avec l'équipe des Comores).
  - Stephen Johns, hockeyeur sur glace américain.
  - Dzsenifer Marozsán, footballeuse allemande. Championne olympique aux Jeux de Rio 2016. Championne d'Europe de football féminin 2013. Victorieuse des Ligue des champions féminine 2015, 2017, 2018, 2019 et 2020. (102 sélections en équipe nationale).
- 1993 :
  - Tumua Manu, joueur de rugby à XV samoan. (9 sélections en équipe nationale).
  - Mika Zibanejad, hockeyeur sur glace suédois. Champion du monde de hockey sur glace 2018.
- 1994 :
  - Jimmy Cabot, footballeur français.
- 1995 :
  - Divock Origi, footballeur belge. (25 sélections en équipe nationale).
- 1996 :
  - Camille Sainte-Luce, athlète de lancers de marteau française.
- 1997 :
  - Paul Bernardoni, footballeur français.
  - Caleb Swanigan, basketteur américain († 21 juin 2022).
  - Sébastien Vigier, cycliste sur piste français. Médaillé de bronze de la vitesse par équipes aux Mondiaux de cyclisme sur piste 2017, de la vitesse individuelle et par équipes 2018 puis médaillé d'argent de la vitesse par équipes à ceux de 2019.
- 1999 :
  - Dominik Plechatý, footballeur tchèque.
- 2000 :
  - Estéban Lepaul, footballeur français.

### XXIesiècle
- 2004 :
  - Nick Smith Jr., basketteur américain.
- 2006 :
  - Jaylan Pearman, footballeur australien.

## Décès

### XXesièclede1901à1950
- 1904 :
  -  Sumner Paine, 35 ans, tireur au pistolet américain. Champion olympique du tir au pistolet à 50 m et médaillé d'argent au pistolet d'ordonnance à 25 m lors des Jeux olympiques d'été de 1896. (° 13 mai 1868).
- 1948 :
  -  André Audinet, 49 ans, athlète de demi-fond puis journaliste français. (° 13 mai 1898).

### XXesièclede1951à2000
- 1971 :
  - - Attilio Bernasconi, 65 ans, footballeur argentin puis français. (° 29 septembre 1905).
- 1990 :
  -  Bob Drake, 70 ans, pilote de courses automobile d'endurance américain. (° 14 décembre 1919).
- 1991 :
  -  Sture Nottorp, 64 ans, pilote automobile de rallyes suédois. (° 12 jiun 1926).
- 1999 :
  -  Enrique Hormazábal, 68 ans, footballeur chilien. (42 sélections en équipe du Chili). (° 6 janvier 1931).

### XXIesiècle
- 2007 :
  - - Andrej Kvašňák, 70 ans, footballeur et ensuite entraîneur tchécoslovaque puis slovaque. (47 sélections en équipe de Tchécoslovaquie). (° 19 mai 1936)
- 2011 :
  -  Olubayo Adefemi, 25 ans, footballeur nigérian. Médaillé d'argent aux Jeux de Pékin 2008. (5 sélections en équipe nationale). (° 13 août 1985).
- 2014 :
  -  Giorgio Pianta, 78 ans, pilote de courses automobile italien. (° 11 juillet 1935).
- 2018 :
  -  Henk Schouten, 86 ans, footballeur néerlandais. (2 sélections en équipe nationale). (° 16 avril 1932).